# Jean-Baptiste Barré
Pour les articles homonymes, voir Barré.
Jean-Baptiste Barré né le 28 septembre 1804 à Nantes et mort le 24 avril 1877 à Rennes est un sculpteur et peintre français. 

## Biographie
Fils du sculpteur Jean-Baptiste Barré père et de Françoise Renée Hy, Jean-Baptiste Barré est l'élève de Jean Baptiste Joseph De Bay père et de Dominique Molknecht. Il est surtout actif en Bretagne.
Il est inhumé à Rennes au cimetière du Nord.

## Œuvre
- Fougères, hôtel Danjou de la Garenne : médaillons[4].
- Rennes :
  - basilique Notre-Dame-de-Bonne-Nouvelle : statues de Saint-Aubin[5] et Sainte-Anne[6].
  - cathédrale Saint-Pierre : anges adorateurs du maître-autel[7].
  - cimetière du Nord, chapelle Saint-Michel : L'Espérance, statue[8].
  - église Saint-Étienne : statues de Madeleine pénitente, Saint Augustin et Saint Étienne. Les statues de Sainte Anne et du Christ flagellé ont disparu en 1956[9].
  - hôtel de Cornulier : fronton et cheminées[10].
  - Hôtel-Dieu de Rennes : fronton[11].
  - lycée Émile-Zola : décor de la façade[12].
  - musée des Beaux-Arts : fronton[13].
  - parc du Thabor : colonne Vanneau-Papu, 1837[14].
  - 5, quai Châteaubriand : hôtel Barré, 1844[15].

Œuvres de Jean-Baptiste Barré
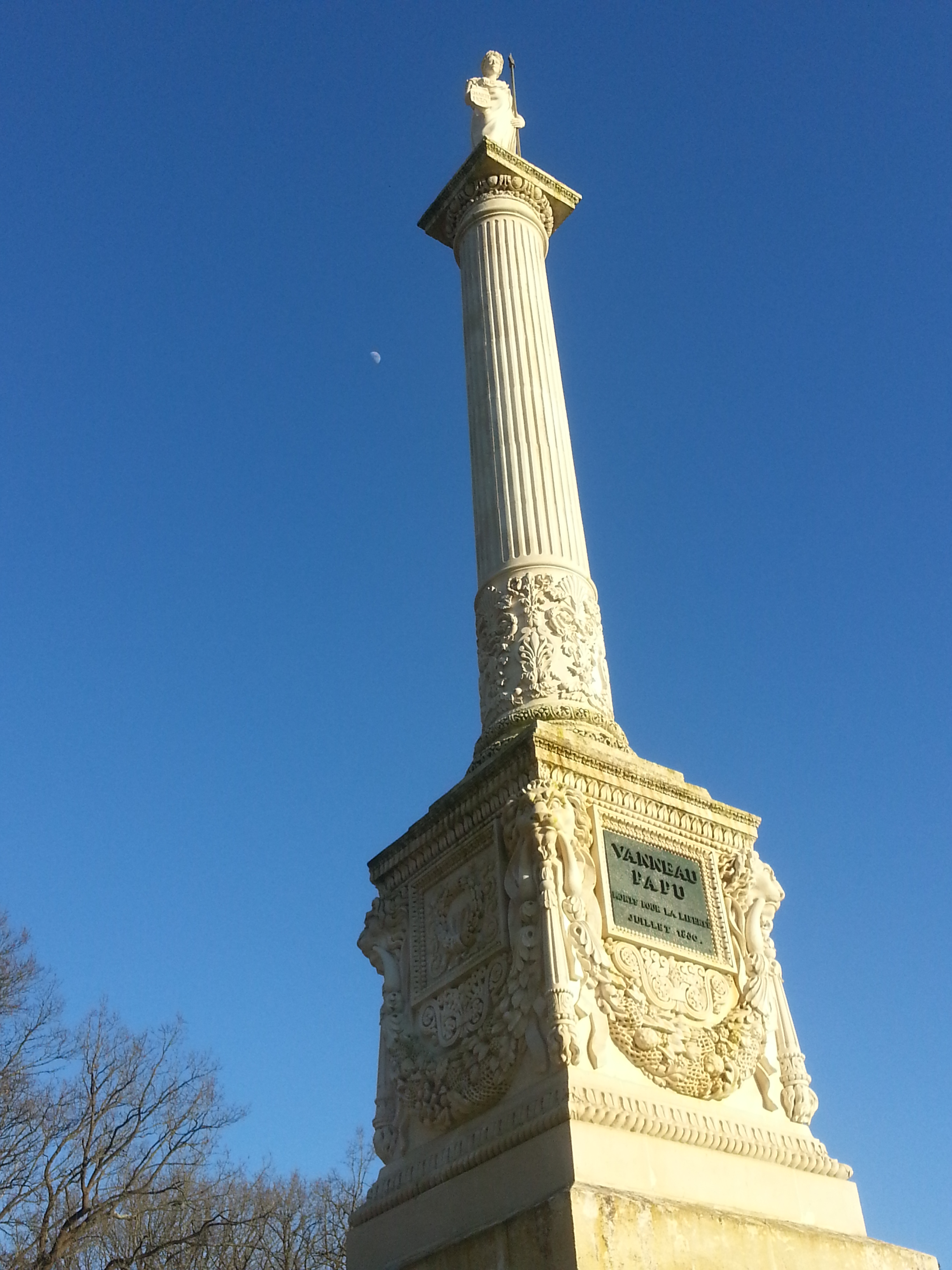
Colonne Vanneau-Papu (1837), Rennes, parc du Thabor.
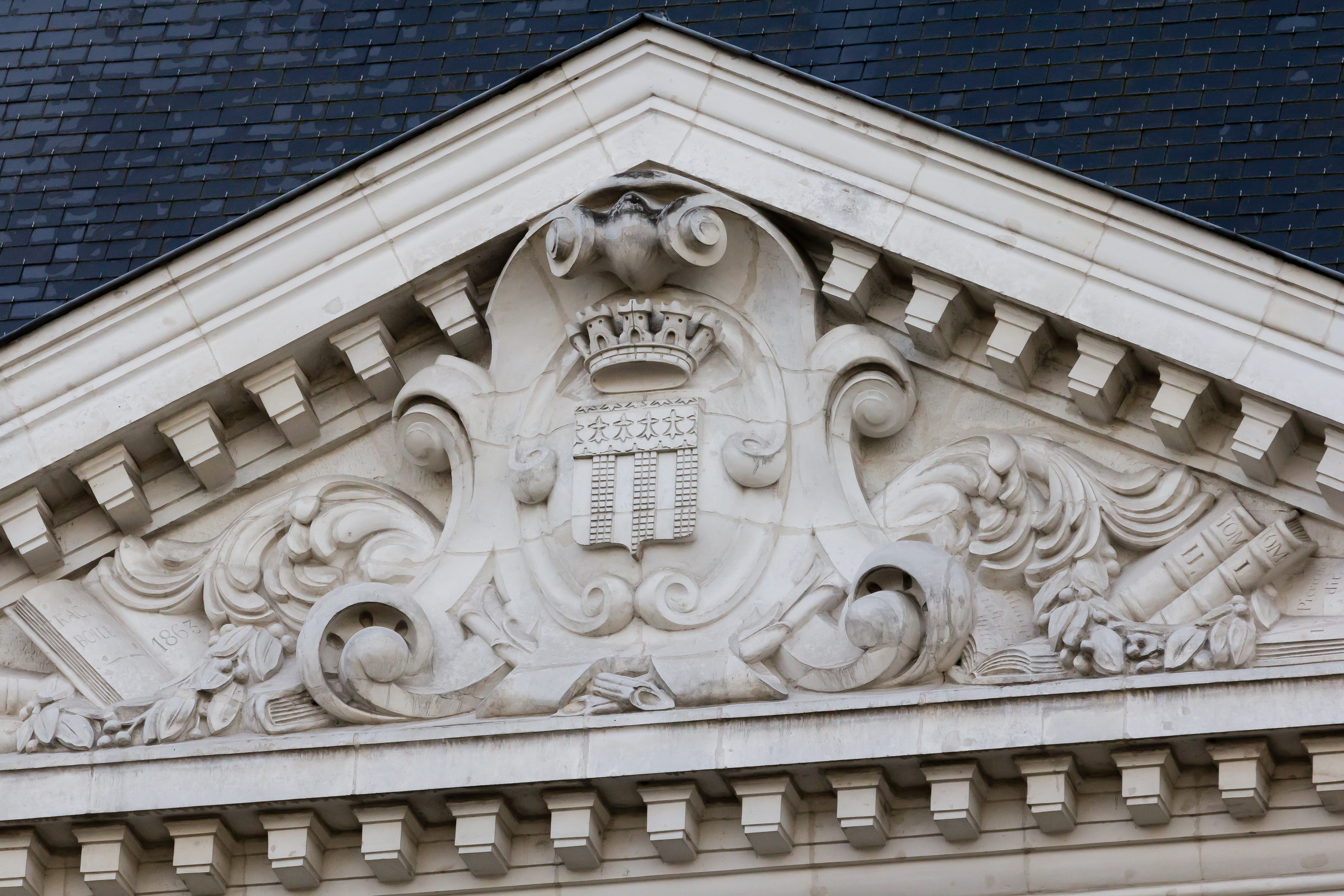
Fronton du lycée Émile-Zola, Rennes.
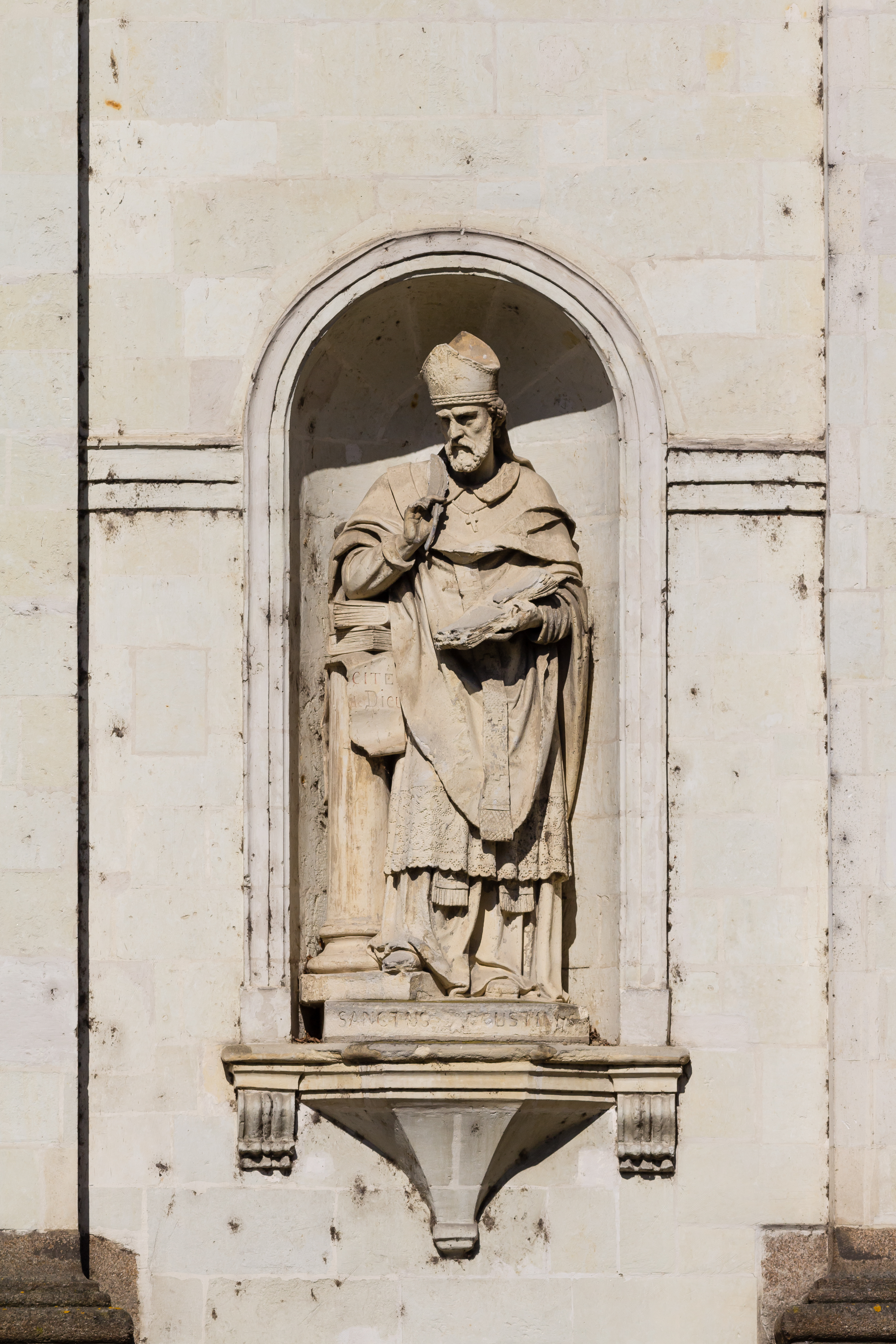
Saint Augustin, église Saint-Étienne de Rennes.
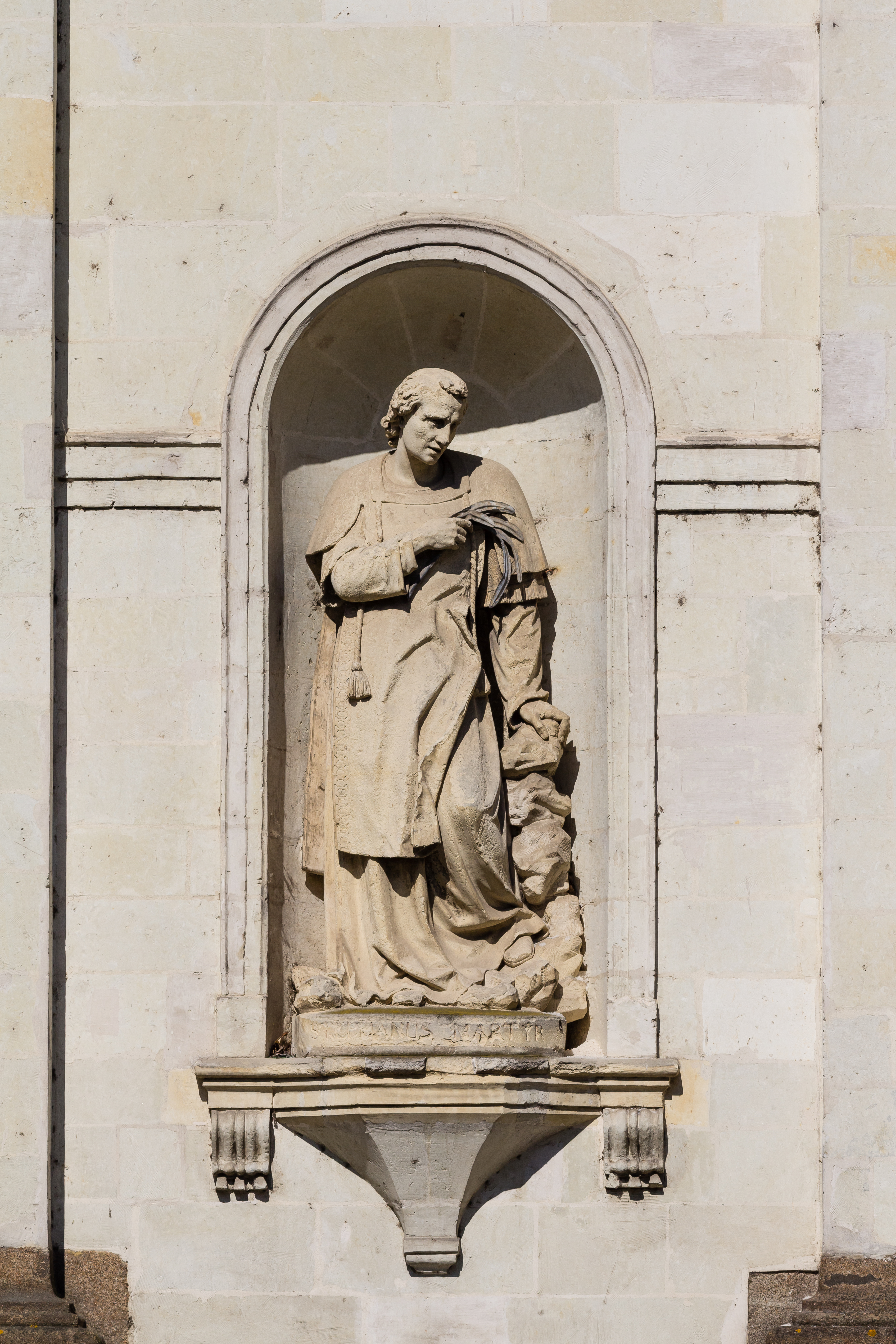
Saint Étienne, église Saint-Étienne de Rennes.
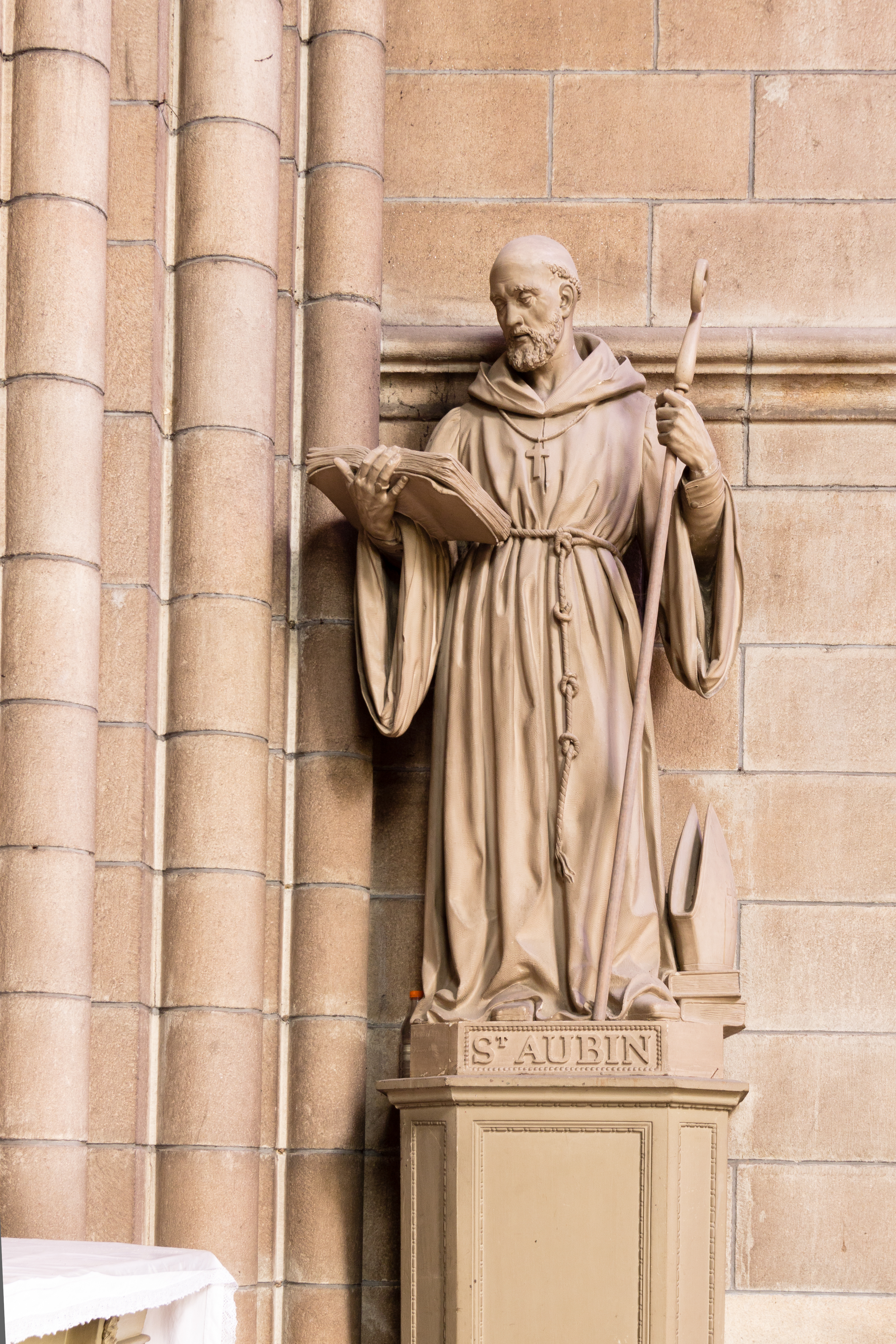
Saint Aubin, basilique Notre-Dame-de-Bonne-Nouvelle de Rennes.
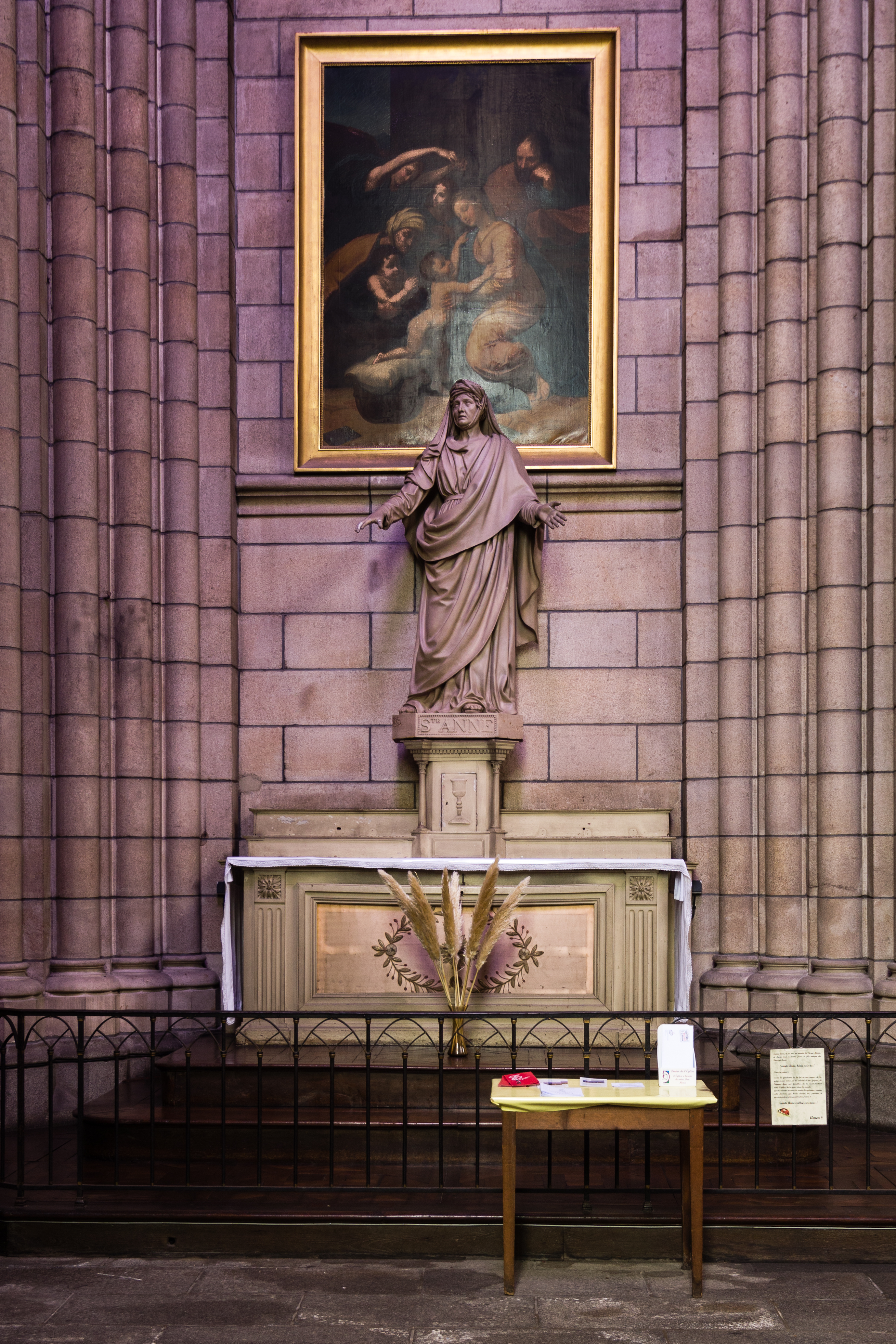
Sainte Anne, basilique Notre-Dame-de-Bonne-Nouvelle de Rennes.
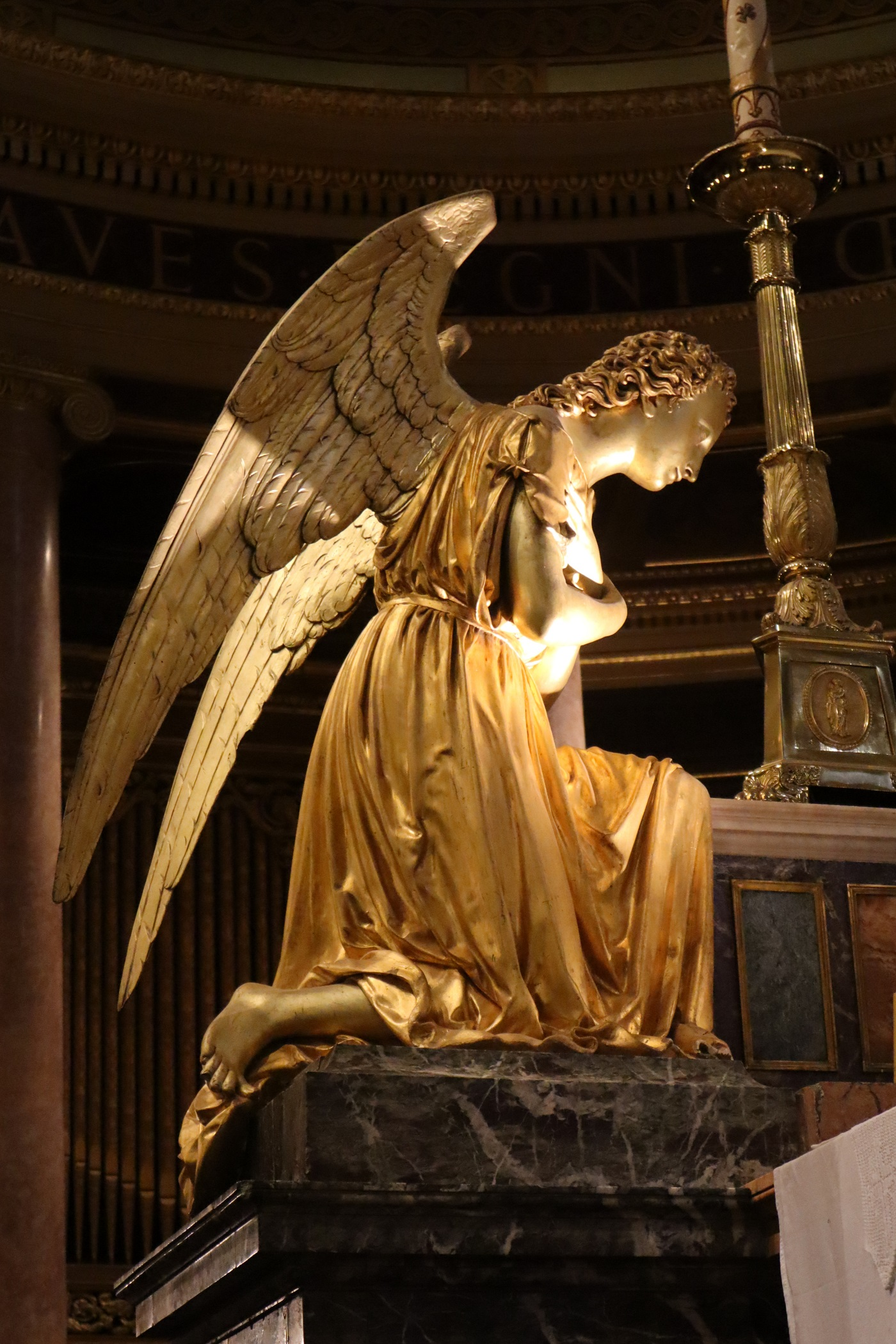
Ange, maître-autel de la cathédrale Saint-Pierre de Rennes.
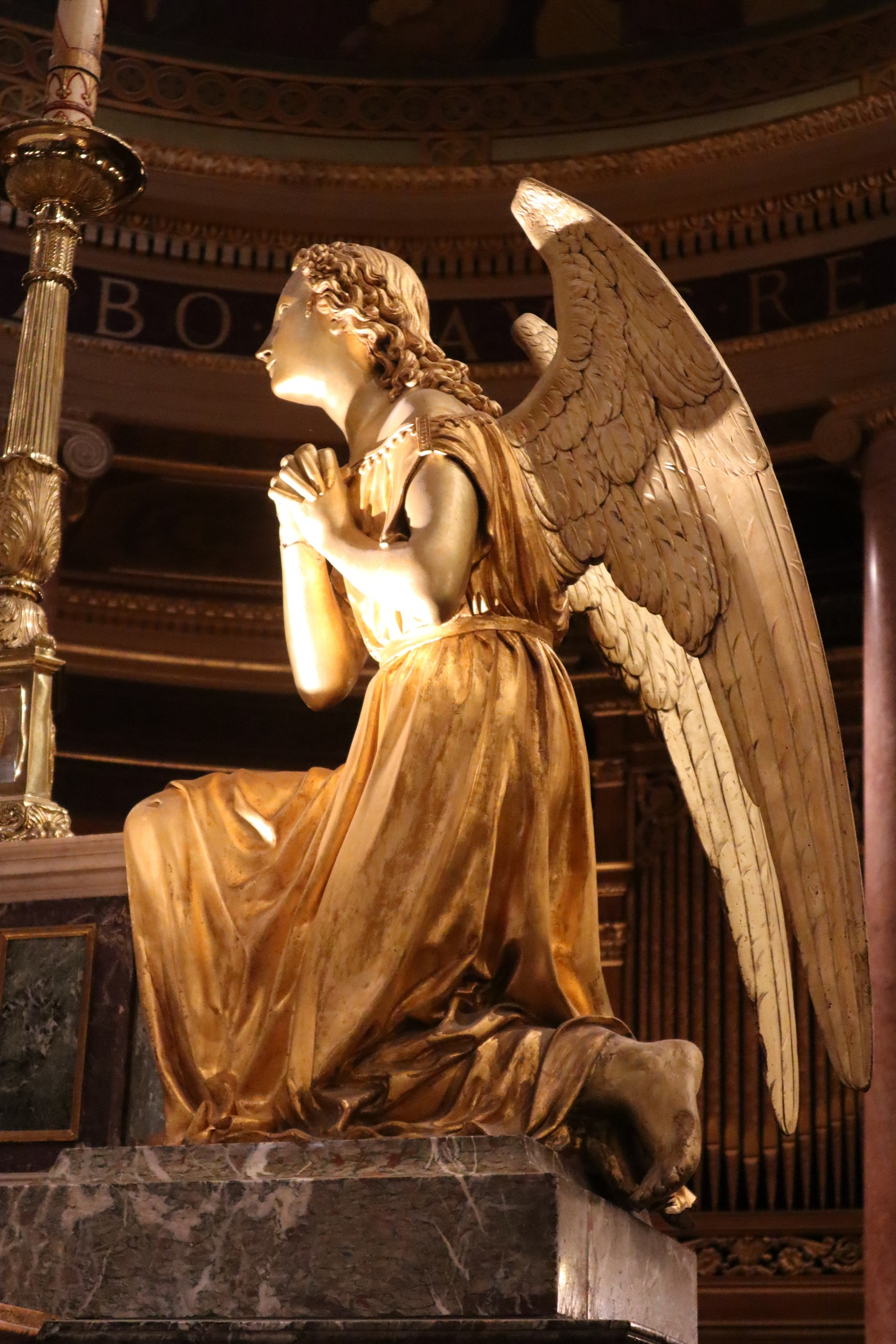
Ange, maître-autel de la cathédrale Saint-Pierre de Rennes.
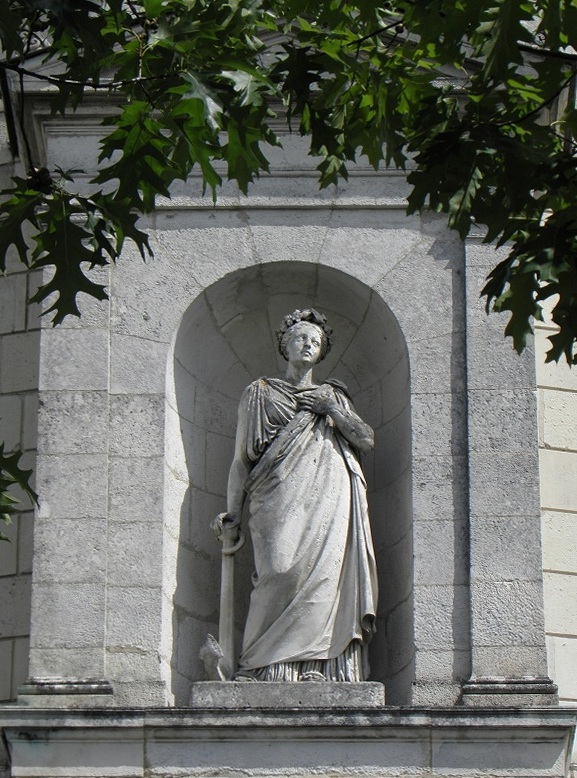
L’Espérance, Rennes, cimetière du Nord, chapelle Saint-Michel.

## Élèves
- Jean-Marie Valentin (1823-1896), dans son atelier vers 1842